# Fries-omlegging
De Fries-omlegging is een chemische reactie uit de organische chemie. Ze werd ontdekt door de Duitse scheikundige Karl Fries. Het is de elektrofiele omlegging van een arylester, zoals een fenylester, tot een corresponderend hydroxy-arylketon. Tijdens de omzetting wordt een acylgroep verplaatst naar de benzeenring:
De reactie gaat door bij hoge temperatuur en wordt gekatalyseerd door een lewiszuur. De reactiesnelheid is onafhankelijk van het oplosmiddel en het substraat.

## Reactiemechanisme
Ondanks talloze pogingen is er nog geen definitief mechanisme voor de omlegging gevonden. Er is bewijs gevonden voor zowel inter- als intramoleculaire mechanismen. Een vrij algemeen aanvaard voorstel voor een reactiemechanisme omvat de coördinatie van het lewiszuur (zoals aluminiumchloride) met de carbonylgroep van de ester, gevolgd door de vorming van een acylkation. Dit acylkation is hetzelfde als hetgeen dat gegenereerd wordt tijdens de Friedel-Crafts-acylering. Het kation is elektrofiel en kan zowel op de ortho- of para-positie ten opzichte van de hydroxylgroep terechtkomen.
Door een gepaste keuze van de reactieomstandigheden, zoals temperatuur, oplosmiddel of aard en vorm van de katalysator, kan de selectiviteit van de reactie voor een van beide producten verhoogd worden. Naast het gebruikelijke lewiszuur aluminiumchloride is bijvoorbeeld bismut(III)triflaat een efficiënte katalysator voor de Fries-omlegging van fenylesters.
De Fries-omlegging kan ook langs fotochemische weg optreden, onder invloed van licht. Dit wordt de foto-Fries-omlegging genoemd.

## Toepassingen
De Fries-omlegging is van commercieel belang voor de vorming van belangrijke intermediaire stoffen, bijvoorbeeld 4-hydroxyacetofenon of 4-hydroxybenzofenon bij de synthese van farmaceutische stoffen.
De Fries-omlegging is een ongewenste nevenreactie bij de productie van polycarbonaat op basis van aromatische verbindingen zoals bisfenol A en difenylcarbonaat. Het polycarbonaat is een lineair poly-arylester. Na een Fries-omlegging kan de gevormde hydroxylgroep reageren met difenylcarbonaat en bisfenol A en zo een vertakte polymeerketen vormen, hetgeen leidt tot verkleuring en afwijkende eigenschappen van het polymeer.
Door de foto-Fries-omlegging kunnen producten uit aromatische polyesterharsen, zoals PET-flessen, die aan zonlicht (in het bijzonder ultraviolet licht met een golflengte van ongeveer 310 nm) en hoge temperatuur worden blootgesteld, degraderen.